# Upiga virescens
Upiga virescens är en fjärilsart som beskrevs av George Duryea Hulst 1900. Upiga virescens ingår i släktet Upiga och familjen Crambidae. Inga underarter finns listade i Catalogue of Life.